# Daiconotrechus
Daiconotrechus is een geslacht van kevers uit de familie van de loopkevers (Carabidae). De wetenschappelijke naam van het geslacht is voor het eerst geldig gepubliceerd in 1970 door Ueno.

## Soorten
Het geslacht Daiconotrechus omvat de volgende soorten:
- Daiconotrechus breviculus Ueno, 2007
- Daiconotrechus iwatai (Ueno, 1970)
- Daiconotrechus tsushimanus Ueno, 2007